# Monanthotaxis brachytricha
Monanthotaxis brachytricha (Diels) Verdc. – gatunek rośliny z rodziny flaszowcowatych (Annonaceae Juss.). Występuje endemicznie we wschodniej części Madagaskaru. 

## Morfologia
PokrójZimozielony krzew. Gałęzie mają szaroczarniawą barwę.
LiścieKształtu lancetowatego o długości 4–7,5 cm i szerokości 1,5–2,5 cm. Blaszka liściowa lekko owłosiona od spodu, o tępym wierzchołku. Ogonek liściowy lekko owłosiony i o długości 2–4 mm.
KwiatyZebrane w pary w kątach pędów. Działki kielicha mają owalny kształt i są owłosione. Płatki mają owalny kształt, są owłosione, mięsiste, osiągają do 3 mm długości. Słupkowie tworzy 9 owocolistków.

## Biologia i ekologia
Rośnie w wilgotnych lasach oraz na brzegach cieków wodnych. Występuje na wysokości około 600 m n.p.m.